# Geranomyia septemnotata
Geranomyia septemnotata är en tvåvingeart som beskrevs av Edwards 1916. Geranomyia septemnotata ingår i släktet Geranomyia och familjen småharkrankar.
Artens utbredningsområde är Taiwan. Inga underarter finns listade i Catalogue of Life.